# Max Casella
Maximilian Deitch (Washington, D.C.; 06 de junho de 1967) é um ator e produtor americano conhecido pelas participações, como ator, nas séries de televisão Doogie Howser, M.D., The Sopranos, Boardwalk Empire, Vinyl (série de televisão), Tulsa King; e no teatro, como Timão no músical The Lion King de 1997; como dublador: em diversas séries e filmes animados como: Cro, The Little Mermaid II: Return to the Sea e Dinossauro (2000), e na série de jogos eletrônicos Jak and Daxter.